# クラウス・デデ
クラウス・デデ（Klaus Dede、1935年6月1日 - 2018年5月5日 ）は、ドイツの作家、ジャーナリスト。ニーダーザクセン州ノルデンハム出身。